# Sidney Friede
Sidney Deon Bruce Friede (* 12. April 1998 in Berlin) ist ein ehemaliger deutscher Profifußballspieler und heutiger Livestreamer sowie Webvideoproduzent. Der zentrale Mittelfeldspieler wurde überwiegend bei Hertha BSC ausgebildet, kam aber für die Bundesligamannschaft nie zum Einsatz und war zwischenzeitlich für ein halbes Jahr an den belgischen Erstligisten Royal Excel Mouscron verliehen. Nach einem halben Jahr in der 2. Bundesliga beim SV Wehen Wiesbaden schloss sich Friede zur Saison 2020/21 dem slowakischen Erstligisten DAC Dunajská Streda an, musste aber nach dem Saisonende aufgrund einer Knieverletzung im Alter von 23 Jahren seine Profikarriere beenden. Seit dem Ende seiner Profilaufbahn fokussiert sich Friede auf seine Tätigkeiten auf der Livestream-Plattform Twitch sowie Tiktok und dem Videoportal YouTube.

## Karriere als Profifußballer

### Verein

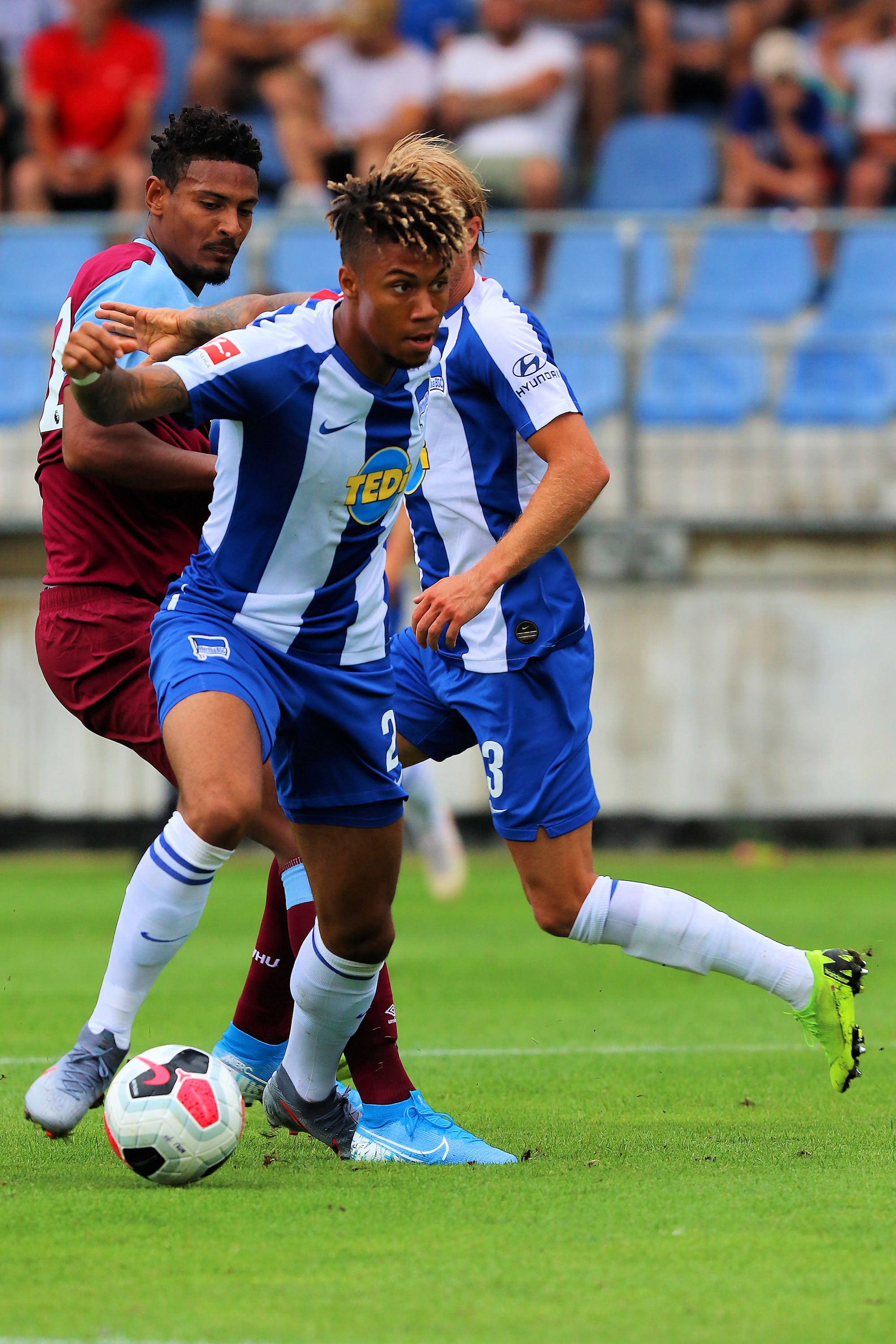
Friede gegen Sébastien Haller von West Ham United (2019)

Friede hatte beim SC Staaken im Berliner Ortsteil Staaken mit dem Fußballspielen begonnen, bevor er 2012 in das Nachwuchsleistungszentrum von Hertha BSC wechselte. Er durchlief fortan alle Nachwuchsmannschaften und spielte in den Spielzeiten 2013/14 und 2014/15 in der B-Junioren-Bundesliga. Zum Ende der Saison 2014/15 spielte der B-Junior bereits einmal in der A-Junioren-Bundesliga. In den Spielzeiten 2015/16 und 2016/17 war Friede Stammspieler bei den A-Junioren. In der Saison 2016/17 spielte er parallel 14-mal (ein Tor) in der zweiten Mannschaft in der viertklassigen Regionalliga Nordost. Nach dem Ende seiner Juniorenzeit rückte Friede zur Saison 2017/18 fest in den Kader der zweiten Mannschaft auf. Er kam auf 20 Regionalligaeinsätze, in denen er 3 Tore erzielte.
Zur Saison 2018/19 rückte Friede, der im Januar 2018 bereits seinen ersten Profivertrag unterschrieben hatte, in den Profikader auf. In der Vorbereitung kritisierte Cheftrainer Pál Dárdai seine Einstellung und monierte, dass er zu Faulheit und Selbstzufriedenheit neige. Nachdem Friede in der Hinrunde lediglich 7-mal (ein Tor) in der Regionalliga zum Einsatz gekommen war, wechselte er im Januar 2019 bis zum Saisonende auf Leihbasis zum belgischen Erstligisten Royal Excel Mouscron. Der Sportdirektor des Vereins aus Mouscron war zu diesem Zeitpunkt der ehemalige Hertha-Trainer Jürgen Röber, unter dem Hertha-Geschäftsführer Michael Preetz gespielt hatte. Dort kam Friede unter dem ebenfalls deutschen Cheftrainer Bernd Storck, der von 1994 bis 2007 der Co-Trainer von Röber beim VfB Stuttgart, Hertha BSC, VfL Wolfsburg, Partizan Belgrad und Borussia Dortmund gewesen war, zu 8 Einsätzen (2 Tore) in der regulären Saison sowie zu 2 Einsätzen in den Play-offs um den Einzug in die Europa League.
Zur Saison 2019/20 kehrte Friede nach Berlin zurück. Unter dem neuen Cheftrainer Ante Čović, unter dem er bereits in der zweiten Mannschaft gespielt hatte, konnte er sich jedoch nicht durchsetzen. Ebenso wenig unter dessen Nachfolger Jürgen Klinsmann. Friede kam in der Hinrunde 6-mal in der zweiten Mannschaft zum Einsatz und wechselte in der Winterpause nach siebeneinhalb Jahren bei Hertha BSC fest zum Zweitligisten SV Wehen Wiesbaden, bei dem er einen Vertrag bis zum Saisonende unterschrieb. Beim abstiegsbedrohten Zweitligisten kam Friede bis zur Saisonunterbrechung, die durch die COVID-19-Pandemie ausgelöst wurde, unter dem Cheftrainer Rüdiger Rehm in 7 möglichen Spielen einmal zum Einsatz. Rehm setzte in der Mittelfeldzentrale auf den Stammspieler Paterson Chato und füllte den Platz hinter der Sturmspitze mit Marcel Titsch-Rivero oder Stefan Aigner aus. Nachdem der Spielbetrieb nach zweimonatiger Pause mit Geisterspielen wieder aufgenommen worden war, stand Friede bei keinem der restlichen 9 Spiele im Spieltagskader. Der SV Wehen Wiesbaden stieg am Saisonende in die 3. Liga ab, woraufhin er den Verein mit seinem Vertragsende verließ.
Zur Saison 2020/21 schloss sich Friede dem slowakischen Erstligisten DAC Dunajská Streda an, bei dem er wieder auf den deutschen Cheftrainer Bernd Storck, unter dem er bereits in Mouscron gespielt hatte, und auf die deutschen Mitspieler Jannik Müller, Niklas-Wilson Sommer und Brahim Moumou traf. Er unterschrieb einen Vertrag bis zum 30. Juni 2022. Der 22-Jährige etablierte sich sofort als Stammspieler und kam bis Mitte Oktober 2020 zu 9 Ligaeinsätzen (8-mal von Beginn), in denen er 3 Tore erzielte. Der Verein stellte dabei mit 8 Siegen in Folge einen neuen Startrekord in der Fortuna Liga auf. Anschließend fiel Friede aufgrund einer Verletzung am Meniskus aus und musste operiert werden. Anfang April 2021 kehrte er rund fünfeinhalb Monate nach seinem letzten Pflichtspieleinsatz auf den Platz zurück. In den folgenden Spielen stand Friede ohne Einsatz im Spieltagskader und fiel für die letzten drei Spiele erneut aufgrund von Knieproblemen aus. Nach der Saison, die der DAC als Vizemeister beendete, verkündete der 23-Jährige das Ende seiner professionellen Karriere, da die hohe Belastung für Schmerzen sorge und auf Dauer zu größeren Folgeschäden im Knie und Sprunggelenk führen würde.

### Nationalmannschaft
Friede spielte zwischen März und Mai 2016 unter Christian Wück und Guido Streichsbier 3-mal in der deutschen U18-Nationalmannschaft. Von November 2016 bis Juli 2017 war er unter Frank Kramer 7-mal (ein Tor) in der U19-Auswahl aktiv, mit der er an der U19-EM 2017 in Georgien teilnahm. Zwischen November 2017 und März 2019 spielte Friede ebenfalls unter Kramer und Thomas Nörenberg (letztes Spiel) 5-mal in der U20-Auswahl, wobei er 2 Tore erzielte.

## Nach der Karriere
Friede betreibt einen Kanal auf dem Live-Streaming-Portal Twitch, der mit über 1.100.000 Followern einer der meistgefolgten deutschsprachigen Twitch-Kanäle ist. Darüber hinaus betreibt er den YouTube-Kanal SIDNEYEWEKA mit über 900.000 Abonnenten (Stand: Mai 2025) und den Instagram-Account sidneyeweka mit über 1.100.000 Followern (Stand: Dezember 2024).
Friede ist mit 40 Prozent an der Elevate Clothing GmbH beteiligt, die das Modelabel Elevate betrieb. Die übrigen Anteile werden zu 40 Prozent von Elias Nerlich und zu 20 Prozent vom Influencer Stephan Timoshin gehalten. Bis November 2023 waren Friede und Nerlich neben Timoshin zudem Geschäftsführer der Gesellschaft, die seither ausschließlich von Timoshin geführt wurde. Am 24. Juni 2024 wurde von der Gesellschafterversammlung die Liquidation der Gesellschaft beschlossen.
Er ist u. a. neben Nerlich Gründungsmitglied des 2021 gegründeten eingetragenen Vereins Delay Sports Berlin. Mit diesem stieg er zur Saison 2022/23 im Berliner Fußball-Verband in der elfklassigen Kreisliga C in den Spielbetrieb ein.

## Persönliches
Friedes Mutter ist Deutsche. Sein Vater ist Nigerianer und lebt in New York City (Stand: Juli 2020).